# Schlangenhaut-Kiefer
Die Schlangenhaut-Kiefer (Pinus heldreichii), auch Lorica-Kiefer oder Panzerkiefer genannt, ist eine Pflanzenart aus der Gattung der Kiefern (Pinus) innerhalb der Familie der Kieferngewächse (Pinaceae). Sie kommt in einigen Gebirgen des Balkans und in Süditalien vor. Sie wächst auf Felsen und bildet an ihren Standorten zusammen mit der Rotbuche (Fagus sylvatica) meist die Baumgrenze.

## Beschreibung

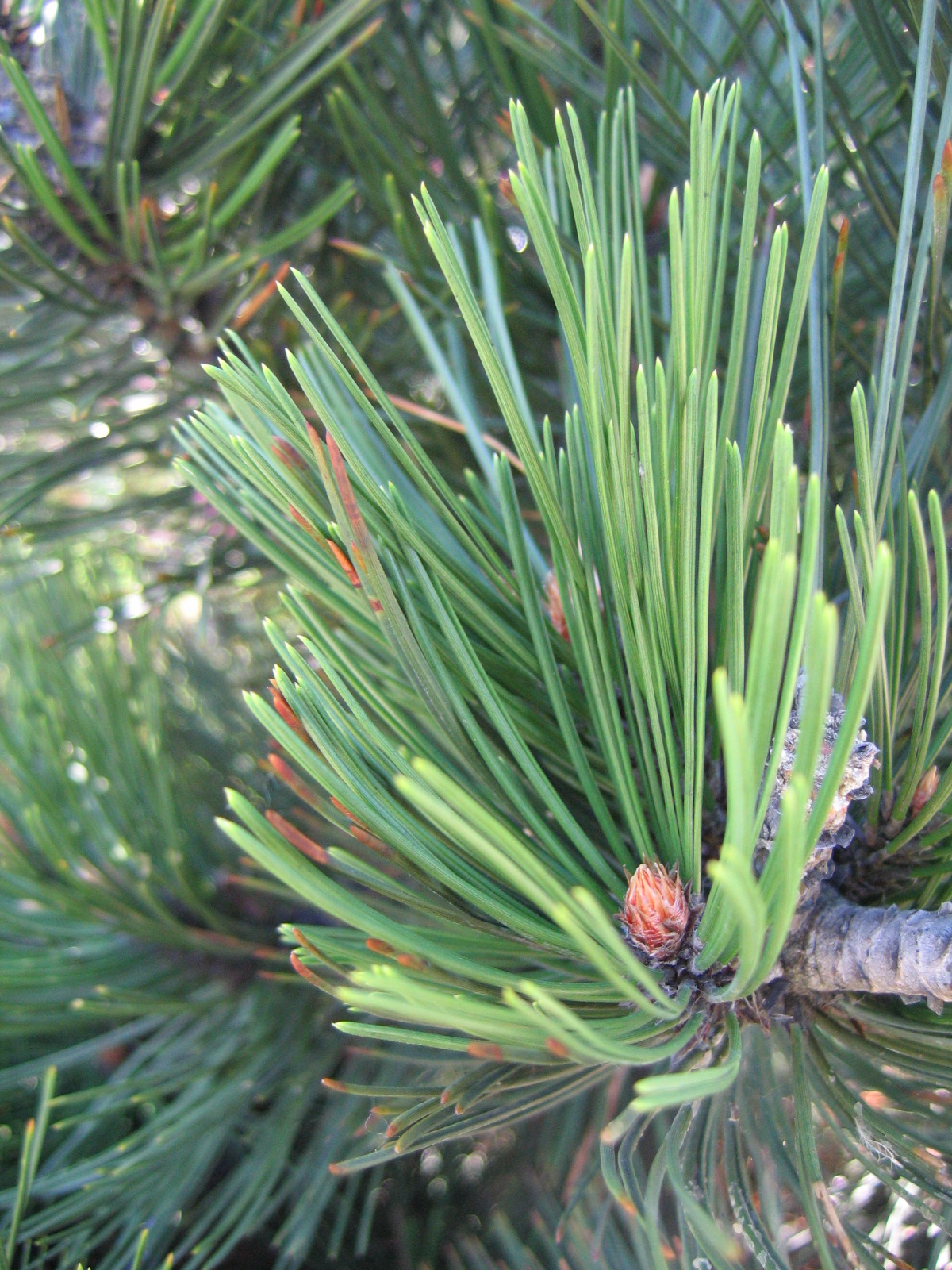
Zweig mit Nadeln

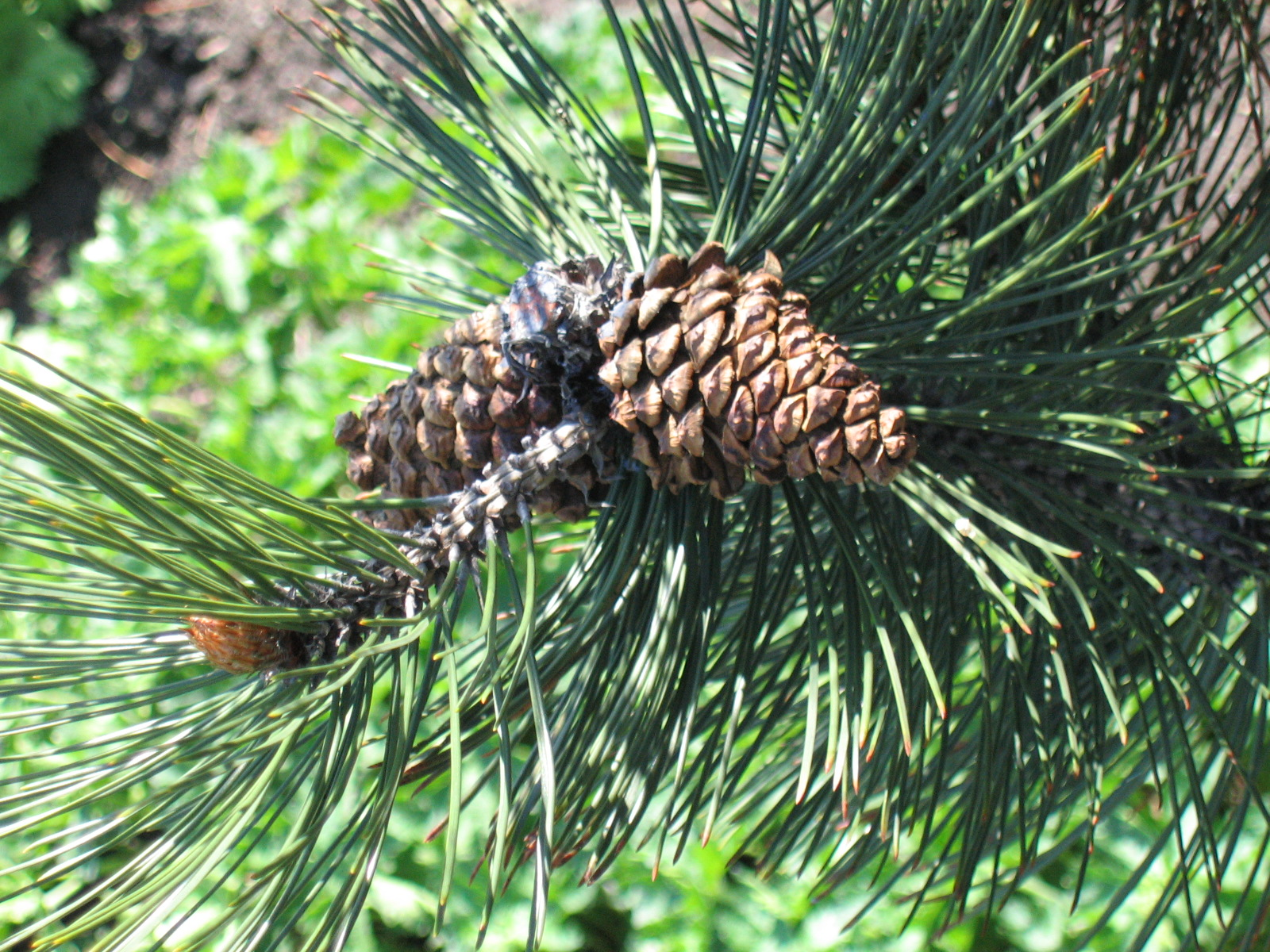
Zweig mit Zapfen

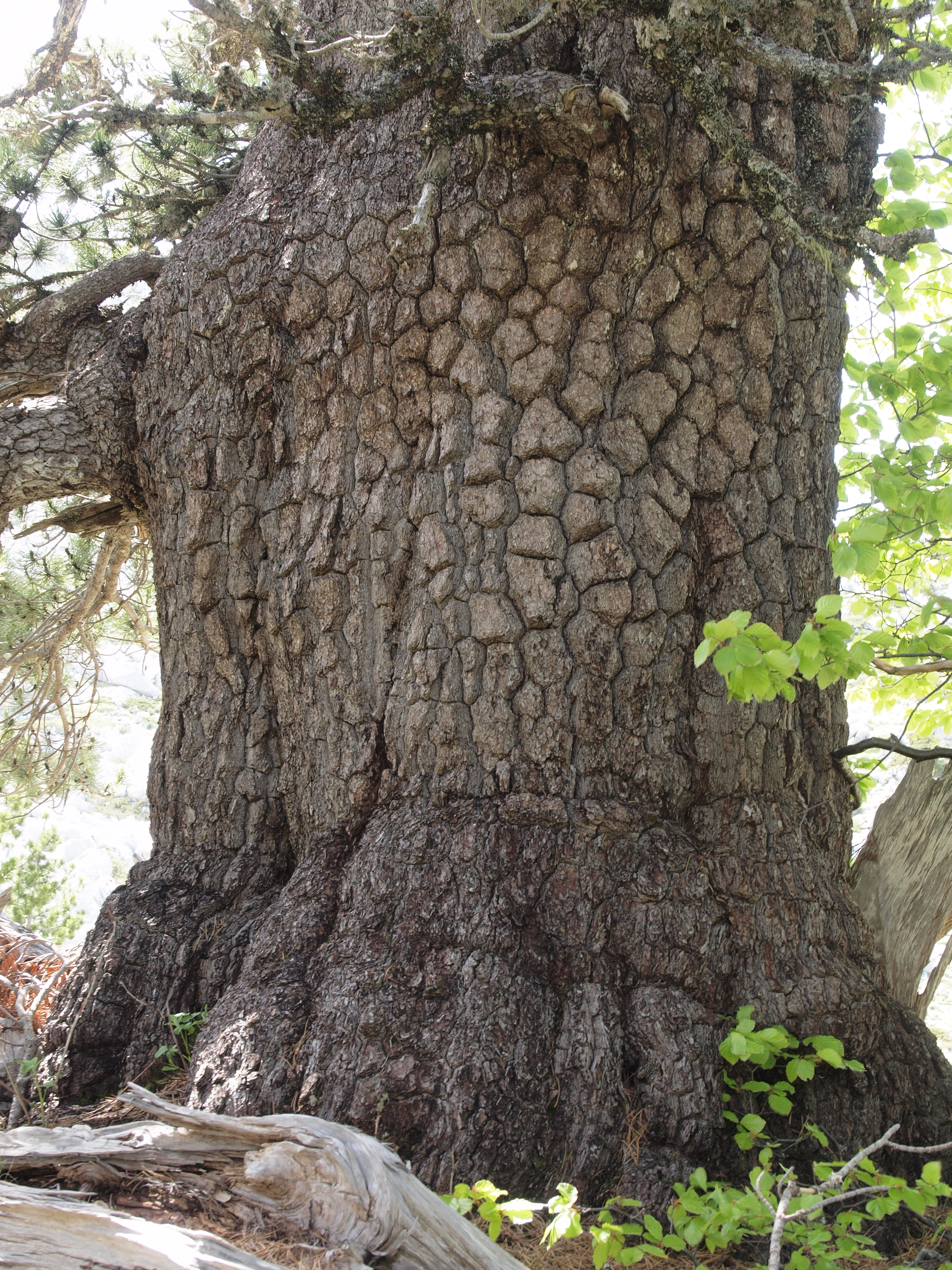
Typische „Schlangenhaut“-Borke der 700 Jahre alten Riesenkiefer am Jastrebica

### Erscheinungsbild
Die Schlangenhaut-Kiefer wächst als Baum und kann Wuchshöhen von bis über 30 Meter und Brusthöhendurchmesser von bis über 200 Zentimeter erreichen. Einzelne Exemplare können bis zu 1.000 Jahre alt werden. Die Stämme sind sowohl bei jungen als auch bei alten Bäumen gerade. Krüppelwuchs und Strauchformen treten vor allem auf extremen Standorten und an der Baumgrenze auf. Die dichte Krone junger Bäume ist hellgrün und pyramidenförmig. Ältere Bäume besitzen eine dunklere, nicht so dichte, ovale Krone mit Zweigen, die an den Enden aufgerichtet sind.

### Wurzelsystem
Bereits sehr junge Bäume besitzen eine lange und dünne Pfahlwurzel. Die Pfahlwurzel dringt bei alten Bäumen tief in den Boden ein und sorgt besonders auf steinigen Böden für eine feste Verankerung des Baumes.

### Rinde
Zweige besitzen eine blau-grüne, weißliche Rinde. Auffallend ist die aschgraue, in ungleichmäßig trapezförmige Platten zerteilte und mit kleinen, glänzenden Schuppen bedeckte Borke älterer Bäume, die ein wenig an den Panzer eines Krokodils erinnert und namensgebend war. Die Borke ist bei jungen Bäumen silber-grau und glatt. Der Trivialname „Schlangenhaut-Kiefer“ leitet sich von der rautenförmigen weißlich-grauen Schuppenborke unterhalb der Krone ab.

### Holz
Es liegen nur wenige Informationen über die technischen Eigenschaften des Holzes vor. Es soll weniger grob als das der Schwarzkiefer (Pinus nigra) sein. Gerade Holzfasern sollen widerstandsfähig gegenüber Feuchtigkeit und salzhaltiger Luft sein.

### Knospen und Nadeln
Die eiförmigen und lang zugespitzten Knospen sind braun oder braun-rot und nicht harzig. Die Knospenspitze ist weißlich und die freien, braunen Schuppen besitzen silberweiße Ränder.
Die steifen Nadeln stehen zu zweit an Kurztrieben und sind 5 bis 10 Zentimeter lang sowie 1,5 bis 3 Millimeter breit. Die Nadelränder sind leicht gezähnt und die Spitze ist stechend. Junge Nadeln sind hell-grün, ältere dunkel-grün. Es befinden sich auf allen Seitenflächen Stomatabänder. Die Nadeln verbleiben zwischen 5 und 6 Jahre am Baum.

### Blüten, Zapfen und Samen
Die Schlangenhaut-Kiefer wird mit 15 bis 20 Jahren mannbar. Die männlichen Blütenzapfen sind hell-gelb mit dunklen Punkten. Die weiblichen Blütenzapfen sind purpurrot. Die ungestielten oder kurzgestielten Zapfen reifen nach zwei Jahren. Die reifen Zapfen weisen eine Länge von 5 und 10 Zentimetern sowie einen Durchmesser von 2 und 4 Zentimetern auf. Anfangs sind die Zapfen veilchenfarbig und färben sich zur Reife hin gelblich-braun. Man findet die Zapfen meist einzeln oder in Gruppen von zwei bis drei, schräg stehend an den Ästen.
Diegeflügelten Samen sind bei einer Länge von 4 bis 8 Millimetern elliptisch, runzelig und grau. Das Tausendkorngewicht liegt zwischen 25 und 35 Gramm.

### Chromosomenzahl
Die Chromosomenzahl beträgt 2n = 24.

## Verbreitung und Standort

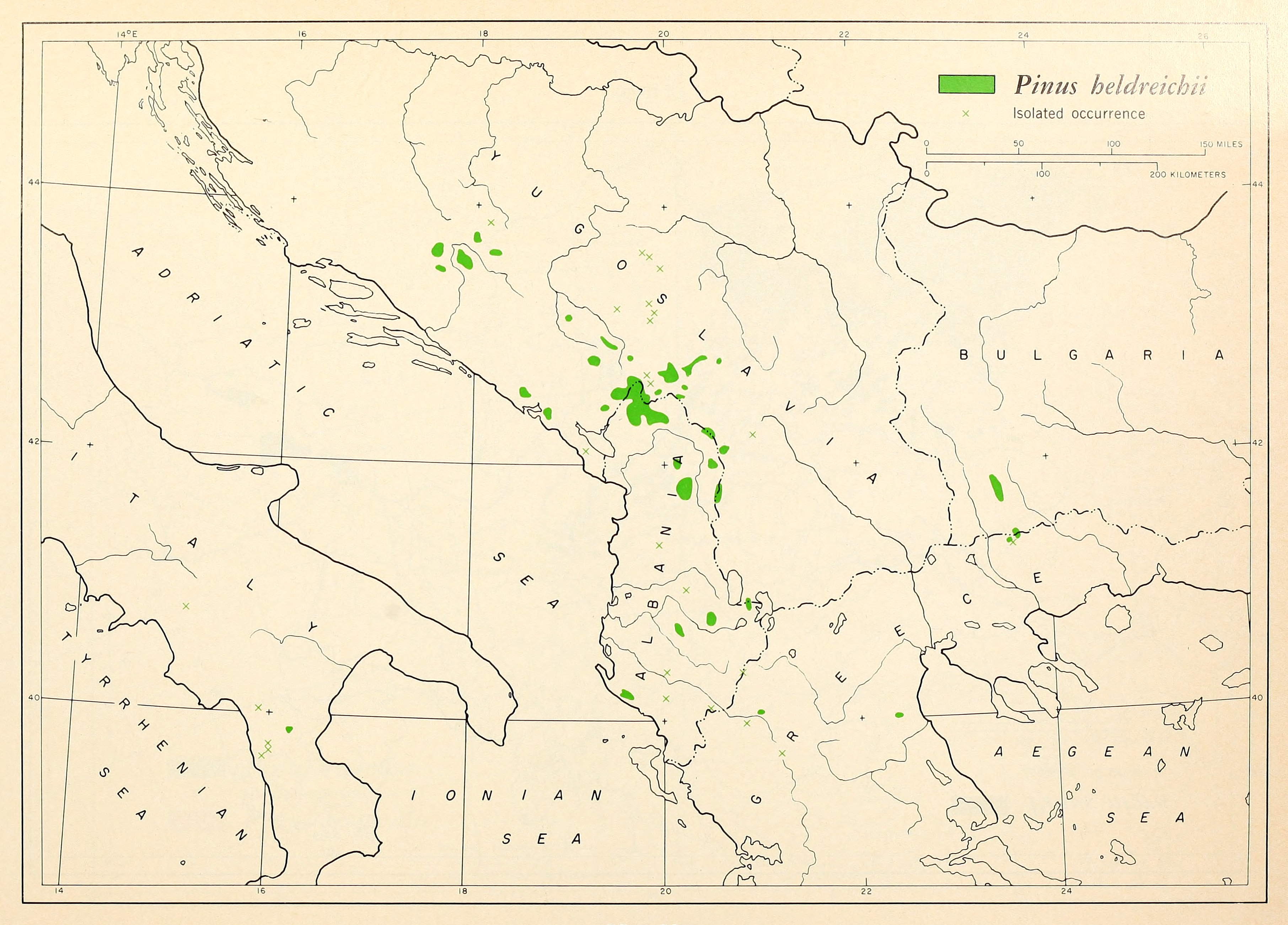
Verbreitungskarte

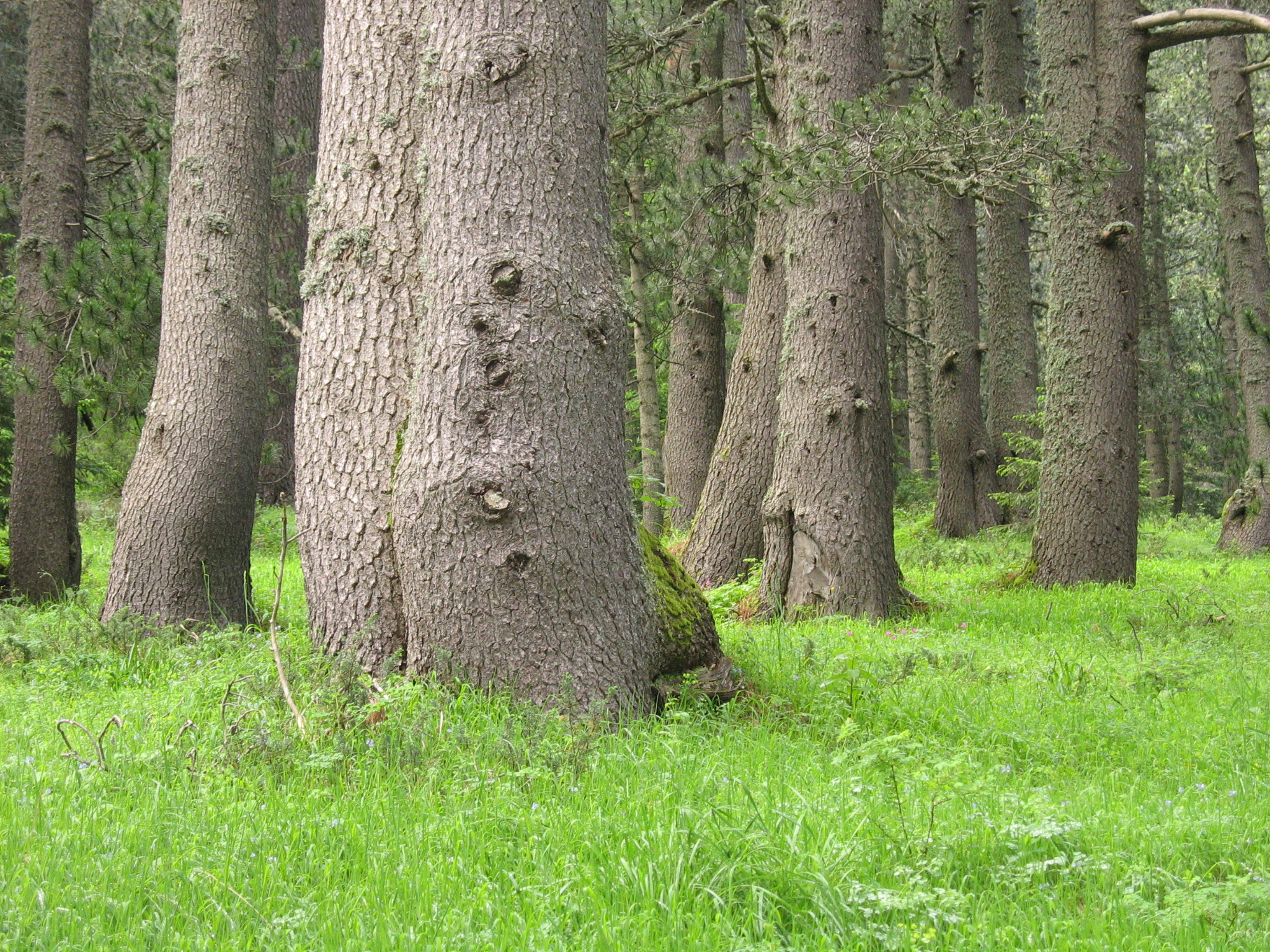
Spezielles Schlangenhaut-Kiefer-Reservat – Bajovi dupki – im Nationalpark Pirin. Im subkontinentalen Pirin ist im Reservat ein nährstoffreicher, bodenfeuchter geschlossener Schlangenhaut-Kiefernwald mit geschlossener Bodenvegetation ausgebildet.

Das kleine Verbreitungsgebiet der Schlangenhaut-Kiefer besteht aus wenigen inselförmigen Beständen im südlichen Italien und auf der Balkanhalbinsel. Man findet sie in den Karstbergen des Orjen in Montenegro, des Prenj in Herzegowina, des Pirin in Bulgarien und des Olymps und Pindos in Griechenland. Außerdem kommt sie in Bosnien, Albanien, Nordmazedonien und Serbien vor und wächst als Eiszeitrelikt an der Baumgrenze an zwei Fundorten im südlichen Apennin im Monte Pollino und am Monte Sirene.
Die Schlangenhaut-Kiefer besiedelt felsiges Gelände und erosionsgefährdete Lagen. Die Standorte werden meist vom Mittelmeerklima beeinflusst. Die Jahresniederschläge können bis zu 1.700 mm betragen, wovon der Großteil im Winterhalbjahr fällt. Diese Niederschläge sind meist Platzregen und können nur im geringen Maße vom Boden aufgenommen werden. Die Art ist gut an Trockenheit und nährstoffarme Böden angepasst. Es werden meist alkalische Rendzinaböden, die meist aus Regosol entstanden, besiedelt. Man findet sie je nach Standort in Höhenlagen von 700 bis 2500 Metern.
Typische Vegetationseinheit dieses Nadelbaumes ist der Schlangenhautkiefer-Bergwald (Pinion heldreichii). Diese azonale, xerobasiphile Waldgesellschaft ist zusammen mit dem Dinarischen Karst-Blockhalden-Tannenwald (Oreoherzogio-Abietetum illyricae Fuk.) auf Felspartien und windbeeinflussten Graten skelettreicher Standorte beispielsweise im Orjen in Montenegro schön ausgebildet.
In der submontanen Zone (bis 1.200 Meter) des italienischen Verbreitungsgebietes bildet die Schlangenhaut-Kiefer Mischbestände mit dem Feldahorn (Acer campestre), dem Französischen Ahorn (Acer monspessulanum), der Herzblättrigen Erle (Alnus cordata), der Hainbuche (Carpinus betulus), der Manna-Esche (Fraxinus ornus), der Europäischen Hopfenbuche (Ostrya carpinifolia), der Zerreiche (Quercus cerris), der Steineiche (Quercus ilex) und der Flaumeiche (Quercus pubescens). In der montanen Zone (1.200 bis 2.000 Metern) kommen noch die Rotbuche (Fagus sylvatica), die Gemeine Esche (Fraxinus excelsior) und die Espe (Populus tremula) hinzu. In dieser Höhenstufe findet man die besten Bestände der Schlangenhaut-Kiefer in warmen, vor Wind und Schnee geschützten Lagen. An Felswänden und an windexponierten Graten herrscht diese Art unbestritten vor. In der mediterranen Hochgebirgszone (ab 2.000 Meter) ist die Schlangenhaut-Kiefer die vorherrschende Baumart und bildet die Baumgrenze.

## Systematik
Die Erstbeschreibung von Pinus heldreichii erfolgte 1863 durch Konrad Hermann Heinrich Christ in Verhandlungen der Naturforschenden Gesellschaft in Basel Band 3, Teil 4, S. 549. Das Artepitheton ehrt den deutschen Botaniker und Entdecker der Art auf dem thessalischen Olymp Theodor von Heldreich. Ein Synonym von Pinus heldreichii Christ ist Pinus leucodermis Antoine.
Früher wurden einige Bestände auf der Balkanhalbinsel und die Vorkommen in Italien als eigene Art Pinus leucodermis oder als Varietät Pinus heldreichii var. leucodermis (Antoine) Fitschen angesehen. Aufgrund der geringen morphologischen Unterschiede und der Ergebnisse isoenzymatischer Vergleiche wird Pinus leucodermis nicht mehr als eigene Art oder als Varietät eingestuft, sondern mit Pinus heldreichii gleichgestellt. Aus verschiedenen Studien mit Isoenzymen geht hervor, dass die rezenten Bestände die Reste einer viel größeren Population sind.

## Nutzung
Die Schlangenhaut-Kiefer stellt keine Wirtschaftsholzart dar. Ihre hohe Anpassungsfähigkeit an verschiedenen Standorte macht die Schlangenhaut-Kiefer jedoch sowohl für die Forstwirtschaft als auch für den Landschaftsschutz interessant.

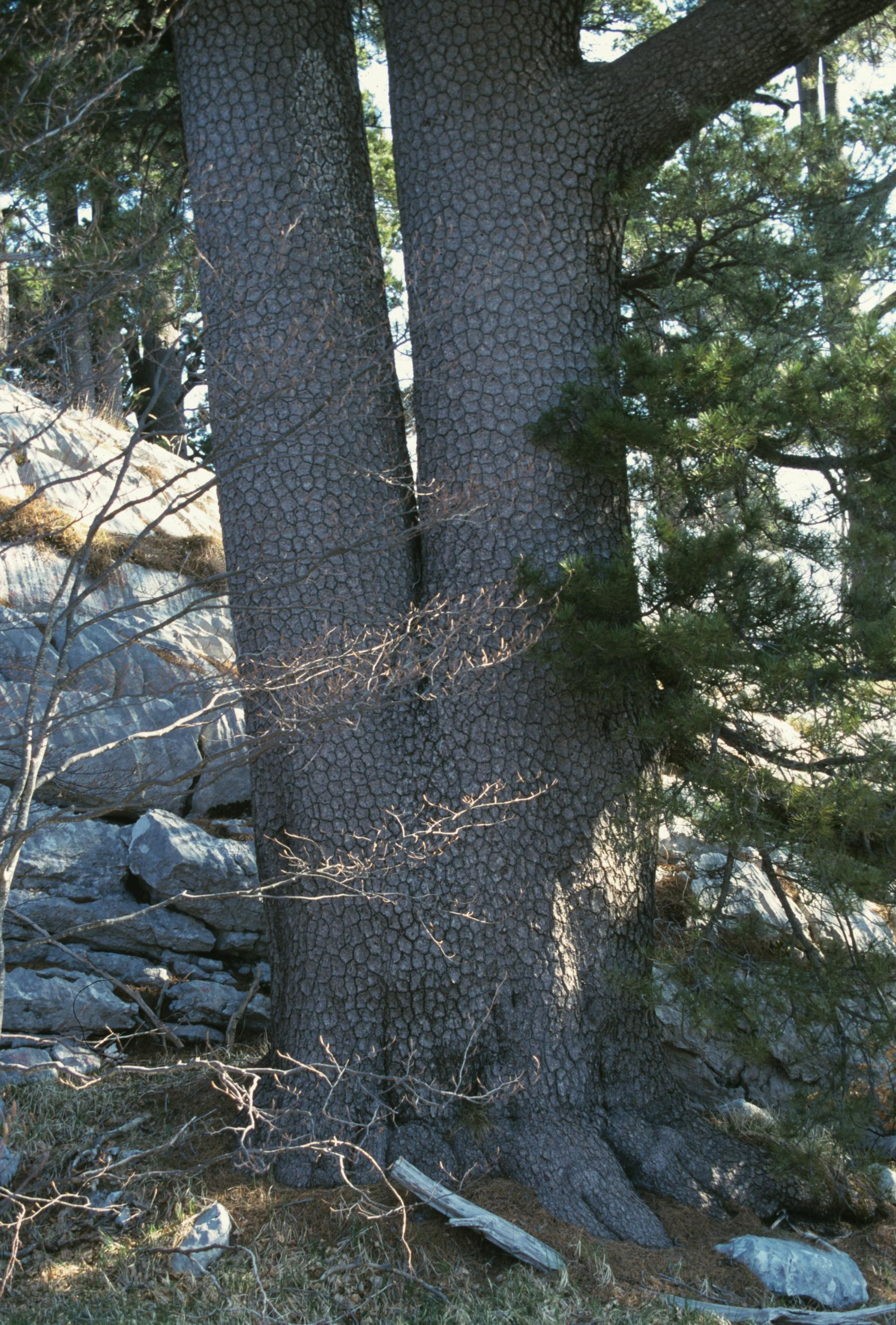
Stamm eines Altbaumes, Orjen (Bijela gora)
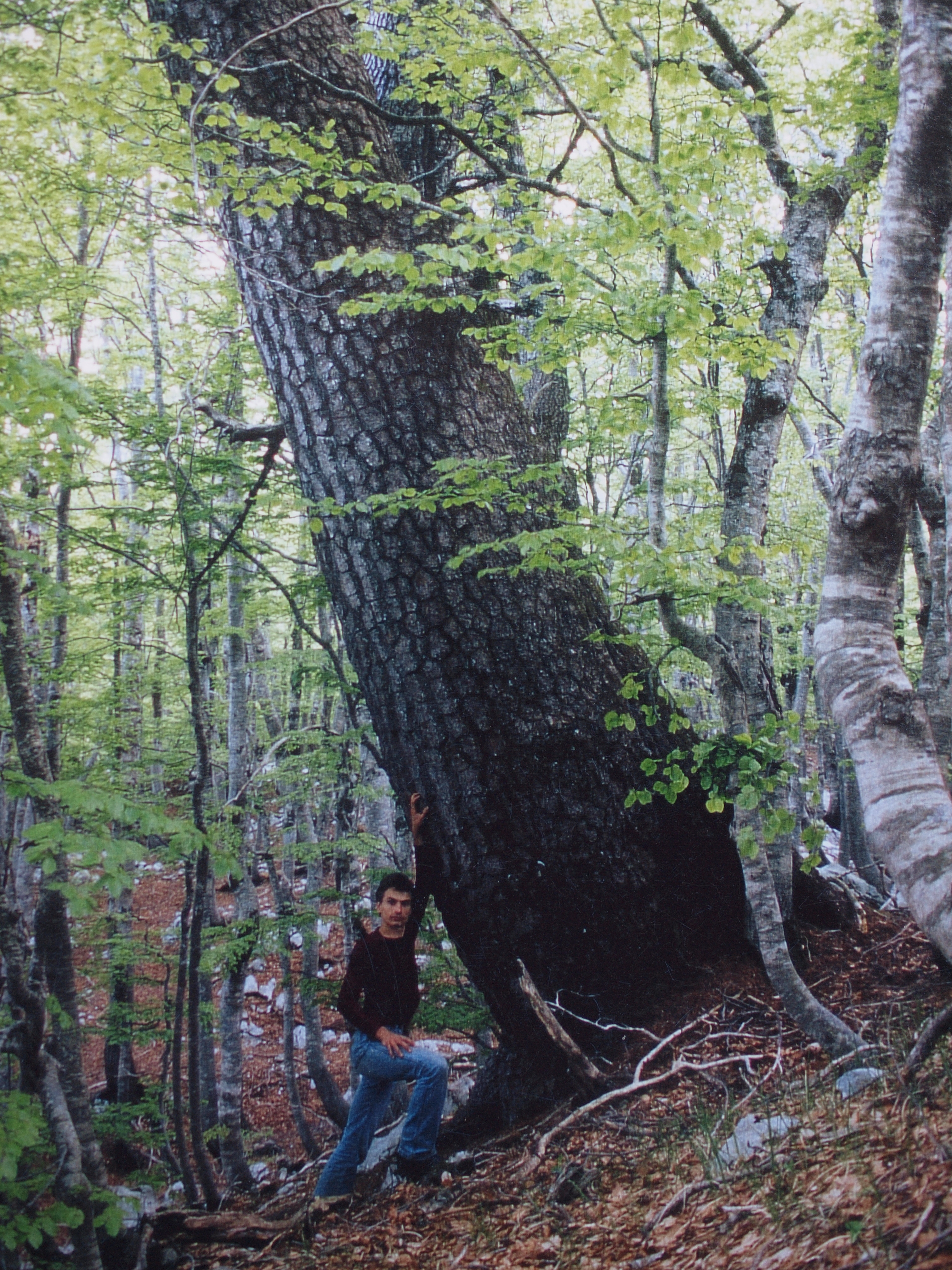
Einzelbaum in einem Buchen-Hallenwald, Orjen (Vučji zub)
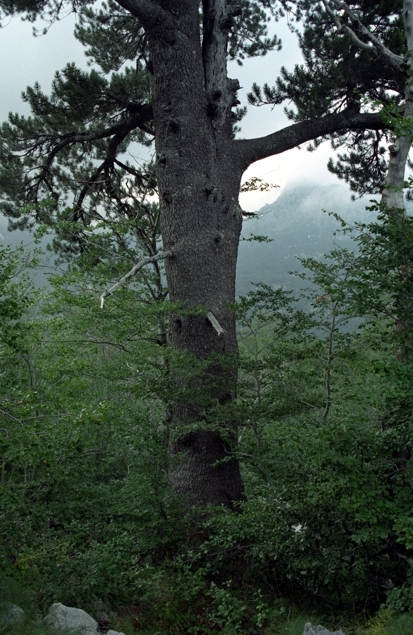
Orjen